# Diospyros nigricans
Diospyros nigricans är en tvåhjärtbladig växtart som beskrevs av Nathaniel Wallich och William Philip Hiern. Diospyros nigricans ingår i släktet Diospyros och familjen Ebenaceae. Inga underarter finns listade i Catalogue of Life.